# Aedes sandrae
Aedes sandrae är en tvåvingeart som beskrevs av Thomas J. Zavortink 1972. Aedes sandrae ingår i släktet Aedes och familjen stickmyggor. Inga underarter finns listade i Catalogue of Life.